# Прокушев, Юрий Львович
 Ю́рий Льво́вич Про́кушев (1920—2004) — советский и российский литературовед, литературный критик, писатель, издатель, популяризатор наследия Сергея Есенина. Заслуженный работник культуры РСФСР (1975), заслуженный деятель науки Российской Федерации (2000).

## Биография
Ю. Л. Прокушев родился 16 мая 1920 года в селе Гришино ныне Коломенского района Московской области. Работать начал с 17 лет на заводе «Серп и Молот», закончил Московский вечерний металлургический институт. В заводской многотиражке «Мартеновка» опубликовал в 1940 году свою первую статью — «За что я люблю Чехова». Член ВКП(б) с 1941 года. Летом 1942 года был командирован в Сибирь уполномоченным ЦК ВЛКСМ на КМК имени И. В. Сталина. В том же 1942 году Московским комитетом партии был направлен в Московский обком ВЛКСМ; в январе 1944 года был избран секретарем Московского обкома ВЛКСМ.
После войны окончил Высшую партшколу (1948) и аспирантуру Академии Общественных Наук по кафедре Теории и истории литературы. В 1951 году защитил кандидатскую диссертацию по творчеству В. В. Маяковского. Почти всю жизнь занимался Есениным. В годы, когда поэзия Есенина отодвигалась на второй план, он способствовал её решительной переоценке.
Работал заместителем главного редактора Главной редакции художественного вещания Комитета радиовещания (1951—1953), в Высшей партийной школе при ЦК КПСС (1953—1970). Член Союза писателей СССР с 1967 года.
В январе 1971 года Прокушев возглавил издательство Комитета по печати Совета Министров РСФСР «Современник», которое было создано по его инициативе. За девять лет работы Прокушева на посту редактора издательство выпустило 1 500 книг писателей России, из них 1 200 новинок, в том числе более 1 000 произведений провинциальных писателей.
Прокушев — создатель Есенинской группы ИМЛИ РАН и её бессменный руководитель на протяжении пятнадцати лет. В течение этого времени им были задуманы и разработаны фундаментальные новаторские проекты: «Полное собрание сочинений С. А. Есенина в 7 томах [9 книгах]»; «Летопись жизни и творчества С. А. Есенина в 5 томах»; аналитическая «Полная библиография С. А. Есенина в 5 томах», «Есенинская энциклопедия» и др.
На протяжении многих лет Прокушев общался с родными и близкими Сергея Есенина: вдовой поэта Софьей Андреевной Толстой-Есенининой, сестрами Екатериной Александровной и Александрой Александровной, детьми Константином Сергеевичем и Татьяной Сергеевной Есениными и др. Прокушеву дарили дружеское расположение Михаил Шолохов и Леонид Леонов, Александр Прокофьев и Леонид Мартынов, Владимир Солоухин и Василий Федоров.
В 1990 году подписал «Письмо 74-х».
Скончался 5 марта 2004 года в Москве. Похоронен на Троекуровском кладбище.

## Творчество
За 50 лет творческой деятельности Прокушев собрал огромный архив есенинских материалов; участвовал в подготовке к печати восьми собраний сочинений Есенина и многочисленных его сборников; издал о поэте 20 книг и опубликовал свыше 250 статей, включающих более 100 впервые выявленных автографов поэта, а также множество новых документов и воспоминаний. В 1999 г. защитил докторскую диссертацию в форме научного доклада «Сергей Есенин. Жизнь, творчество, эпоха».
В работах Ю. Прокушева получили подробное научное освещение малоисследованные периоды жизни поэта, особенно годы детства и юности, проведенные в Константинове и Спас-Клепиках, а также ранний московский период. Учёным рассмотрены важнейшие проблемы изучения биографии Есенина, его творческого наследия — такие, как формирование мировоззрения поэта, принцип историзма в его творчестве, тема «Есенин и Пушкин», характерные особенности есенинского эпоса. С концептуальных позиций, основанных на изучении текстологических источников, подробно проанализированы поэмы «Анна Снегина», «Песнь о великом походе», «Русь советская», цикл «Москва кабацкая» и проза поэта.

## Общественная деятельность
Прокушев организовывал и проводил ежегодные международные научные конференции по творчеству Есенина, на их основе составлял и редактировал сборники. Трудно найти регион или областной центр в России, где бы литературовед не выступал в разные годы с публичными лекциями о Есенине. Во время зарубежных поездок он выступал в университетах Рима, Варшавы, Кракова, Парижа и других городов Европы, на международных встречах и научных конференциях. Ежегодные конференции и академические сборники «Новое о Есенине» объединили усилия ученых России, США, Англии, Китая, Кореи, Азербайджана, Латвии, Украины. Действуя не только как ученый, но и как гражданин, к 100-летию со дня рождения С. А. Есенина Ю. Прокушев добился установления памятника поэту на Тверском бульваре в Москве.
Ю. Л. Прокушев говорил о будущем: «Верил и верю: будущее за идеями социального равенства, равноправия и свободы всех народов и каждого Землянина; за социалистическим обновлением мира, о котором человечество мечтало стихийно со времен Иисуса Христа. Главное же, верю непоколебимо, что моя Россия, переживающая ныне едва ли не самое трагическое время в своей великой многовековой истории, обязательно выдюжит и возродится, сохраняя свою великую державность, духовность, культуру».

## Основные работы
- Владимир Маяковский: Лекция. — М., 1955;
- Юность Есенина. — М., Московский рабочий, 1963;
- Поэзия Октября. — М., 1963;
- Сергей Есенин. — М., Детская литература, 1971, 1976
- Сергей Есенин. Поэт, человек. — М., 1973
- Подвиг Пушкина. — М., 1974;
- Сергей Есенин: Образ. Стихи. Эпоха. — М., 1975; 1978; 1979; 1985; 1989
- Россия — моя поэзия. — М., 1977
- Даль памяти народной. — М., 1978; 2-е изд. М., 1983.
- Время. Поэзия. Критика. — М., Художественная литература, 1980;
- Мир художника. М., 1980
- Колыбель поэзии. — М., 1982
- Живой лик России. — М., 1985;
- Дума о России: Избранное. — М., Советская Россия, 1988;
- И неподкупный голос мой. — М., 1989;
- Все мы — дети России: Раздумья критика. — М., Современник, 1990.

## Награды и премии
- Заслуженный работник культуры РСФСР (11 сентября 1975)
- Заслуженный деятель науки Российской Федерации (2000)[6]
- Государственная премия РСФСР имени М. Горького (1977) — за книгу «Сергей Есенин. Образ, стихи, эпоха»
- орден «Знак Почёта»
- орден «За заслуги перед культурой Польши»
- медаль «За оборону Москвы»
- медаль «За Победу над Германией в Великой Отечественной войне 1941—1945 гг.»
- Почётный гражданин Рязани (1988)[3]
- Премия правительства Рязанской области имени Сергея Есенина (посмертно)